# Portoryko na Letnich Igrzyskach Olimpijskich 2012
Portoryko na Letnich Igrzyskach Olimpijskich 2012, które odbyły się w Londynie reprezentowało 25 zawodników. Zdobyli oni 2 medale: 1 srebrny i 1 brązowy, zajmując 63. miejsce w klasyfikacji medalowej.
Był to siedemnasty start reprezentacji Portoryko na letnich igrzyskach olimpijskich.

## Zdobyte medale
| Medal  | Zawodnik      | Dyscyplina    | Konkurencja                                | Rezultat                                                             | Data        |
| ------ | ------------- | ------------- | ------------------------------------------ | -------------------------------------------------------------------- | ----------- |
| Srebro | Jaime Espinal | Zapasy        | kategoria do 84 kg mężczyzn w stylu wolnym | W finale przegrał z reprezentantem Azerbejdżanu Szarifem Szarifowem. | 11 sierpnia |
| Brąz   | Javier Culson | Lekkoatletyka | bieg na 400 m przez płotki mężczyzn        | 48.10 sek.                                                           | 6 sierpnia  |

## Reprezentanci

### Boks
Mężczyźni
| Zawodnik                 | Konkurencja | 1/16             | 1/8                | Ćwierćfinał       | Półfinał         | Finał            | Finał   |
| Zawodnik                 | Konkurencja | Przeciwnik Wynik | Przeciwnik Wynik   | Przeciwnik Wynik  | Przeciwnik Wynik | Przeciwnik Wynik | Miejsce |
| ------------------------ | ----------- | ---------------- | ------------------ | ----------------- | ---------------- | ---------------- | ------- |
| Jantony Ortíz            | 49 kg       | Sulemanu W 20-6  | Ajrapetian P 13-15 | NQ                | NQ               | NQ               | NQ      |
| Jayvier Cintrón          | 52 kg       | Oteng W 14-12    | Henriques W 18-13  | Ałojan P 13-23    | NQ               | NQ               | NQ      |
| Félix Verdejo            | 60 kg       | Huertas W 11-5   | Mejri W 16-7       | Łomaczenko P 9-14 | NQ               | NQ               | NQ      |
| Francisco Vargas Ramirez | 64 kg       | Yigit P 9-13     | NQ                 | NQ                | NQ               | NQ               | NQ      |
| Enrique Collazo          | 75 kg       | Hartel P 10-18   | NQ                 | NQ                | NQ               | NQ               | NQ      |

### Gimnastyka

#### Gimnastyka sportowa
Mężczyźni
| Zawodnik    | Konkurencja | Kwalifikacje | Kwalifikacje | Kwalifikacje | Kwalifikacje | Kwalifikacje | Kwalifikacje | Kwalifikacje | Kwalifikacje | Finał    | Finał    | Finał    | Finał    | Finał    | Finał    | Finał  | Finał   |
| Zawodnik    | Konkurencja | Przyrząd     | Przyrząd     | Przyrząd     | Przyrząd     | Przyrząd     | Przyrząd     | Razem        | Miejsce      | Przyrząd | Przyrząd | Przyrząd | Przyrząd | Przyrząd | Przyrząd | Razem  | Miejsce |
| Zawodnik    | Konkurencja | FX           | PH           | SR           | VT           | PB           | HB           | Razem        | Miejsce      | FX       | PH       | SR       | VT       | PB       | HB       | Razem  | Miejsce |
| ----------- | ----------- | ------------ | ------------ | ------------ | ------------ | ------------ | ------------ | ------------ | ------------ | -------- | -------- | -------- | -------- | -------- | -------- | ------ | ------- |
| Tommy Ramos | Kółka       | —            | —            | 15.500       | —            | —            | —            | 15.500       | 6.           | —        | —        | 15.600   | —        | —        | —        | 15.600 | 6.      |

Kobiety
| Zawodnik        | Konkurencja           | Kwalifikacje | Kwalifikacje | Kwalifikacje | Kwalifikacje | Kwalifikacje | Kwalifikacje | Finał    | Finał    | Finał    | Finał    | Finał | Finał   |
| Zawodnik        | Konkurencja           | Przyrząd     | Przyrząd     | Przyrząd     | Przyrząd     | Razem        | Miejsce      | Przyrząd | Przyrząd | Przyrząd | Przyrząd | Razem | Miejsce |
| Zawodnik        | Konkurencja           | FX           | VT           | UB           | BB           | Razem        | Miejsce      | FX       | VT       | UB       | BB       | Razem | Miejsce |
| --------------- | --------------------- | ------------ | ------------ | ------------ | ------------ | ------------ | ------------ | -------- | -------- | -------- | -------- | ----- | ------- |
| Lorena Quiñones | Wielobój indywidualny | 11.366       | 13.800       | 10.766       | 13.133       | 49.065       | 54.          | NQ       | NQ       | NQ       | NQ       | NQ    | NQ      |

### Judo
Kobiety
| Zawodniczka    | Konkurencja   | 1/16                   | 1/8                     | Ćwierćfinał         | Półfinał            | Repasaż 1           | Repasaż 2           | Finał               | Finał   |
| Zawodniczka    | Konkurencja   | Przeciwniczka Wynik    | Przeciwniczka Wynik     | Przeciwniczka Wynik | Przeciwniczka Wynik | Przeciwniczka Wynik | Przeciwniczka Wynik | Przeciwniczka Wynik | Pozycja |
| -------------- | ------------- | ---------------------- | ----------------------- | ------------------- | ------------------- | ------------------- | ------------------- | ------------------- | ------- |
| Melissa Mojica | powyżej 78 kg | Shaherkani W 0100-0000 | Iwaszczenko P 0000-0101 | NQ                  | NQ                  | NQ                  | NQ                  | NQ                  | NQ      |

### Lekkoatletyka
Mężczyźni
| Zawodnik           | Konkurencja        | Eliminacje | Eliminacje | Ćwierćfinał | Ćwierćfinał | Półfinał | Półfinał | Finał | Finał   |
| Zawodnik           | Konkurencja        | Wynik      | Miejsce    | Wynik       | Miejsce     | Wynik    | Miejsce  | Wynik | Miejsce |
| ------------------ | ------------------ | ---------- | ---------- | ----------- | ----------- | -------- | -------- | ----- | ------- |
| Miguel López       | 100m               | BYE        | BYE        | 10.31       | 5.          | NQ       | NQ       | NQ    | NQ      |
| Wesley Vázquez     | 800m               | 1:46.45    | 4.         | —           | —           | NQ       | NQ       | NQ    | NQ      |
| Samuel Vázquez     | 1500m              | 3:49.19    | 14.        | —           | —           | NQ       | NQ       | NQ    | NQ      |
| Héctor Cotto       | 110 m przez płotki | 14.08      | 8.         | —           | —           | NQ       | NQ       | NQ    | NQ      |
| Enrique Llanos     | 110 m przez płotki | DNF        | DNF        | —           | —           | NQ       | NQ       | NQ    | NQ      |
| Eric Alejandro     | 400m przez płotki  | 49.39      | 4.         | —           | —           | 49.15    | 7.       | NQ    | NQ      |
| Javier Culson      | 400m przez płotki  | 48.33      | 1.         | —           | —           | 47.93    | 1.       | 48.10 | brąz    |
| Jamele Mason Vegas | 400m przez płotki  | 49.89      | 5.         | —           | —           | NQ       | NQ       | NQ    | NQ      |

Kobiety
| Zawodniczka     | Konkurencja           | Eliminacje | Eliminacje | Ćwierćfinał | Ćwierćfinał | Półfinał | Półfinał | Finał | Finał   |
| Zawodniczka     | Konkurencja           | Wynik      | Miejsce    | Wynik       | Miejsce     | Wynik    | Miejsce  | Wynik | Miejsce |
| --------------- | --------------------- | ---------- | ---------- | ----------- | ----------- | -------- | -------- | ----- | ------- |
| Carol Rodríguez | 400m                  | 52.19      | 2.         | —           | —           | 52.08    | 6.       | NQ    | NQ      |
| Beverly Ramos   | 3000 m z przeszkodami | 9:55.26    | 12.        | —           | —           | —        | —        | NQ    | NQ      |

### Pływanie
Mężczyźni
| Zawodnik              | Konkurencja   | Eliminacje | Eliminacje | Półfinał | Półfinał | Finał | Finał   |
| Zawodnik              | Konkurencja   | Czas       | Miejsce    | Czas     | Miejsce  | Czas  | Miejsce |
| --------------------- | ------------- | ---------- | ---------- | -------- | -------- | ----- | ------- |
| Raúl Martínez Colomer | 200m dowolnym | 1:54.23    | 38.        | NQ       | NQ       | NQ    | NQ      |

Kobiety
| Zawodniczka    | Konkurencja  | Eliminacje | Eliminacje | Półfinał | Półfinał | Finał | Finał   |
| Zawodniczka    | Konkurencja  | Czas       | Miejsce    | Czas     | Miejsce  | Czas  | Miejsce |
| -------------- | ------------ | ---------- | ---------- | -------- | -------- | ----- | ------- |
| Vanessa García | 50m dowolnym | 25.58      | 29.        | NQ       | NQ       | NQ    | NQ      |

### Podnoszenie ciężarów
Kobiety
| Zawodniczka | Konkurencja | Rwanie | Rwanie  | Podrzut | Podrzut | Razem | Pozycja |
| Zawodniczka | Konkurencja | Wynik  | Pozycja | Wynik   | Pozycja | Razem | Pozycja |
| ----------- | ----------- | ------ | ------- | ------- | ------- | ----- | ------- |
| Lely Burgos | do 48 kg    | 65     | 11.     | 92      | 10.     | 157   | 11.     |

### Strzelectwo
Mężczyźni
| Zawodnik          | Konkurencja   | Kwalifikacje | Kwalifikacje | Finał  | Finał   |
| Zawodnik          | Konkurencja   | Punkty       | Miejsce      | Punkty | Miejsce |
| ----------------- | ------------- | ------------ | ------------ | ------ | ------- |
| José Torres Laboy | trap podwójny | 127          | 21.          | NQ     | NQ      |

### Zapasy
Mężczyźni - styl wolny
| Zawodnik        | Konkurencja | Kwalifikacje     | 1/8              | Ćwierćfinał         | Półfinał         | Repesaż 1        | Repesaż 2        | Finał            | Finał   |
| Zawodnik        | Konkurencja | Przeciwnik Wynik | Przeciwnik Wynik | Przeciwnik Wynik    | Przeciwnik Wynik | Przeciwnik Wynik | Przeciwnik Wynik | Przeciwnik Wynik | Pozycja |
| --------------- | ----------- | ---------------- | ---------------- | ------------------- | ---------------- | ---------------- | ---------------- | ---------------- | ------- |
| Franklin Gómez  | -60 kg      | Kuduchow P 1-3   | NQ               | NQ                  | NQ               | Dutt P 0-3       | NQ               | NQ               | 15.     |
| Francisco Soler | -74 kg      | BYE              | Burroughs P 0-3  | NQ                  | NQ               | BYE              | Gentry P 0-3     | NQ               | 19.     |
| Jaime Espinal   | -84 kg      | BYE              | Dick W 3-1       | Marsagiszwili W 3-1 | Gattsiew W 3-1   | BYE              | BYE              | Szarifow P 1-3   | srebro  |